# Eva Lechner
Eva Lechner (Bolzano, 1º luglio 1985) è una mountain biker, ciclocrossista e ciclista su strada italiana che gareggia per i team Trinx Factory e FAS Airport Services. Specialista del cross country, è stata tre volte campionessa del mondo di staffetta a squadre, nel 2009, 2012 e 2013, vincendo inoltre due medaglie mondiali individuali Elite di specialità, d'argento nel 2020 e di bronzo nel 2011, e tre prove di Coppa del mondo. Attiva con continuità anche nel ciclocross, ha vinto la medaglia d'argento mondiale di specialità nel 2014 oltre a due prove di Coppa del mondo.
Dal 2008 è affiliata al Centro Sportivo Esercito.

## Carriera

### Mountain biking: i titoli mondiali ed europei e le quattro Olimpiadi
Inizia a praticare cross country, specialità del mountain biking, nel 2000, a 15 anni, e viene subito inserita nella squadra locale Dynamic Bike Team Appiano da Antonio Anglani, poi divenuto suo allenatore personale. Inizia così a partecipare alle prime gare dalla primavera successiva e, nello stesso anno, diventa campionessa italiana della categoria allievi a Sondrio. Negli anni subito seguenti aggiunge a questo alloro altri quattro titoli italiani: juniores nel 2002 a Malé ed Under-23 nel 2004 (Busalla), 2005 (Sarentino) e 2006 (Brianza).
Con la Nazionale italiana in carriera conquista tre medaglie mondiali nel cross country individuale, due d'argento, nel 2003 a Lugano da Junior e nel 2020 a Leogang da Elite, e una di bronzo, nel 2011 a Champéry da Elite; nella staffetta a squadre si aggiudica invece nove medaglie iridate, tre ori, nel 2009 a Canberra, nel 2012 a Saalfelden e nel 2013 a Pietermaritzburg, tre argenti, nel 2005 a Livigno, nel 2006 a Rotorua e nel 2020 a Leogang, e tre bronzi, in Val di Sole nel 2008, a Champéry nel 2011 e a Vallnord nel 2015. Nel 2008 è per la prima volta parte della squadra azzurra per i Giochi olimpici di Pechino, concludendo al sedicesimo posto la gara di cross country; è poi atleta olimpionica anche nel 2012 a Londra, nel 2016 a Rio de Janeiro e nel 2021 a Tokyo, concludendo le relative gare di cross country rispettivamente al diciassettesimo, diciottesimo e venticinquesimo posto.
A livello europeo conquista, a partire dal 2002, quindici medaglie continentali, sei nel cross country individuale e nove nella staffetta mista. A livello individuale vince un oro, nel 2007 in Cappadocia nella categoria Under-23, tre argenti, nel 2002 a Zurigo da junior, nel 2013 a Berna e nel 2015 a Chies d'Alpago da Elite, e due bronzi, nel 2006 a Chies d'Alpago da Under-23 e nel 2010 a Haifa da Elite; nella staffetta fa suoi invece quattro ori, nel 2005 a Kluisbergen, nel 2012 a Mosca, nel 2013 a Berna e nel 2020 a Monte Tamaro, tre argenti, nel 2008 a St. Wendel, nel 2010 a Haifa e nel 2019 a Brno, e due bronzi, nel 2007 in Cappadocia e nel 2011 a Dohňany. A livello Elite si aggiudica anche undici titoli italiani di Cross country (dal 2009 al 2016, nel 2018, nel 2020 e nel 2021), due titoli di Marathon (2009 e 2010) e un titolo di Cross country eliminator (2021).

### Ciclocross: l'argento mondiale 2014 e i titoli tricolori
Attiva anche nel ciclocross, nel 2014 ai campionati del mondo di Hoogerheide conquista la medaglia d'argento nella prova Elite, giungendo seconda alle spalle di Marianne Vos; nell'anno solare 2015 si aggiudica anche due prove di Coppa del mondo, a Hoogerheide e a Valkenburg. Nel 2019 è quindi medaglia d'argento ai campionati europei di Silvelle, battuta da Yara Kastelijn.
Nel 2009 a Modena si laurea per la prima volta campionessa italiana Elite di ciclocross. Conquista poi altri dieci titoli di specialità, nel 2010 e quindi nove consecutivi dal 2012 al 2020, diventando la plurivittoriosa dei campionati italiani con ben undici successi. A partire dal 2009 sale sempre sul podio tricolore, conclude infatti terza sia nel 2011 che nel 2021.

### Strada: il titolo tricolore 2007 e le presenze al Giro
Dal 2005 al 2016 gareggia a livello Elite anche su strada. Nel 2005 corre per la prima volta il Giro d'Italia come componente, in maglia Colnago, di una formazione mista; l'anno dopo partecipa al Giro d'Italia e ad alcune gare di Coppa del mondo con il team Colnago-Fenixs. Nel 2007 vince quindi il titolo di campionessa italiana Elite in linea a Varazze precedendo al traguardo in una volata a due Luisa Tamanini.
Nel biennio 2008-2009 corre tra le file del team UCI Gauss RDZ Ormu, sempre fornito Colnago; nel settembre 2008 veste anche per la prima volta la maglia della Nazionale su strada Elite, ai campionati del mondo di Varese, partecipando alla prova in linea ma ritirandosi.
Nelle stagioni seguenti partecipa ad alcune edizioni del Giro del Trentino, piazzandosi nona nel 2011. Nel 2014 è nuovamente al via del Giro d'Italia, in maglia RusVelo, concludendo la prova in 58ª posizione. L'anno dopo è tesserata per la formazione slovena BTC City Ljubljana, mentre nel 2016 veste i colori della Servetto Footon, senza però cogliere particolari risultati.

## Palmarès

### Mountain biking
- 2002 (Juniores)

Campionati italiani, Cross country Juniores (Malé)
prova Coppa del mondo Under-23, Cross country (Houffalize)
Coppa Italia con l'Alto Adige
prova Coppa Europa, Cross country (Graz)
Liquigascup
- 2003 (Juniores)

prova Coppa Europa, Cross country (Bad Wildbad)
prova Coppa Europa, Cross country (Hasliberg)
- 2004 (Under-23)

Campionati italiani, Cross country Under-23 (Busalla)
- 2005 (Under-23)

Campionati italiani, Cross country Under-23 (Sarentino)
Campionati europei, Staffetta mista (Kluisbergen)
- 2006 (Under-23)

Campionati italiani, Cross country Under-23 (Brianza)
- 2007

Campionati europei, Cross country Under-23 (Cappadocia)
Internazionali d'Italia, Gara E1 (Lugagnano Val d'Arda)
Internazionali d'Italia, Gara E1 (Val di Sole)
- 2008

Campionati europei, Staffetta mista (Sankt Wendel)
Internazionali d'Italia, Gara E1 (Lugagnano Val d'Arda)
- 2009[4]

Maremma Cup #1, Cross country (Massa Marittima)
Maremma Cup #2, Cross country (Massa Marittima)
Internazionali d'Italia-Marlene Sunshine Race, Cross country (Nalles)
Campionati italiani, Cross country marathon (Montebelluna)
Campionati italiani, Cross country (Brescia)
Campionati del mondo, Staffetta mista (Canberra)
Internazionale XCP Gimondi Bike, Cross country (Iseo)
- 2010[4]

Maremma Cup #2, Cross country (Massa Marittima)
Internazionali d'Italia-Marlene Sunshine Race, Cross country (Nalles)
2ª prova Coppa del mondo, Cross country (Houffalize)
Campionati italiani, Cross country (Torre Canavese)
Campionati italiani, Cross country marathon (Moena)
- 2011[4]

XC Adamello Bike Vermiglio, Cross country (Vermiglio)
Campionati italiani, Cross country (Peio)
- 2012[4]

Marlene Südtirol Sunshine Race, Cross country (Nalles)
XC Adamello Bike Vermiglio, Cross country (Vermiglio)
Campionati europei, Staffetta mista (Mosca)
Campionati italiani, Cross country (Lugagnano Val d'Arda)
Campionati del mondo, Staffetta mista (Saalfelden)
Guiyang MTB Invitation Contest, Cross country (Guiyang)
- 2013[4]

Internazionali d'Italia-Marlene Südtirol Sunshine Race, Cross country (Nalles)
Internazionali d'Italia-Trofeo Delcar, Cross country (Montichiari)
1ª prova Coppa del mondo, Cross country (Albstadt)
Internazionali d'Italia-Scott Val d'Arda Bike, Cross country (Lugagnano Val d'Arda)
Campionati europei, Staffetta mista (Berna)
Jelenia Góra Trophy - Maja Włoszczowska MTB Race, Cross country (Jelenia Góra)
Campionati italiani, Cross country (Nemi)
Campionati del mondo, Staffetta mista (Pietermaritzburg)
- 2014[4]

2ª prova Coppa del mondo, Cross country (Cairns)
Campionati italiani, Cross country (Gorizia)
Langkawi International Mountain Bike Challenge, Cross country (Langkawi)
- 2015[4]

Internazionali d'Italia-Marlene Südtirol Sunshine Race, Cross country eliminator (Nalles)
Campionati italiani, Cross country (Volpago del Montello)
Aquece Rio International Cycling MTB Challenge, Cross country (Rio de Janeiro)
- 2016[4]

US Cup Bonelli Park, Cross country (San Dimas)
Campionati italiani, Cross country (Courmayeur)
- 2017[4]

5ª prova Internazionali d'Italia, Cross country (Courmayeur)
- 2018[4]

Verona MTB International, Cross country
Campionati italiani, Cross country (La Pila)
- 2019[4]

Classifica finale Volcat BTT, Cross country
3ª prova Internazionali d'Italia, Cross country (Titano)
SloXcup XCO Kamnik, Cross country (Kamnik)
- 2020[4]

Classifica finale Andalucía Bike Race, Cross country
Classifica finale Transmaurienne Vanoise, Cross country
Campionati italiani, Cross country (Il Ciocco)
Campionati europei, Staffetta mista (Monte Tamaro)
- 2021[4]

Cerrano Bike Land, Cross country (Pineto)
Campionati italiani, Cross country (Bielmonte)
Campionati italiani, Cross country eliminator (Lavarone)

### Ciclocross
- 2008-2009 (una vittoria)

Campionati italiani (Modena)
- 2009-2010 (due vittorie)

Campionati italiani (Milano)
Gran Premio San Martino (Ornavasso)
- 2011-2012 (una vittoria)

Campionati italiani (Vadena)
- 2012-2013 (due vittorie)

Campionati italiani (Vittorio Veneto)
Gran Premio Mamma e Papà Guerciotti (Milano)
- 2013-2014 (Colnago Pro Cycling, due vittorie)

Ciclocross del Ponte (Faè di Oderzo)
Campionati italiani (Orvieto, con il G.S. Esercito)
- 2014-2015 (Colnago Südtirol, sette vittorie)

Süpercross Baden, 1ª tappa EKZ Tour (Baden)
2ª prova EKZ Tour (Dielsdorf)
Gran Premio Selle Italia, 3ª prova Giro d'Italia (Rossano Veneto)
Ciclocross del Ponte (Faè di Oderzo)
5ª prova Giro d'Italia (Roma)
Campionati italiani (Pezze di Greco, con il G.S. Esercito)
Grote Prijs Adrie van der Poel, 6ª prova Coppa del mondo (Hoogerheide)
- 2015-2016 (Colnago Südtirol/Luna Pro Team, cinque vittorie)

Süpercross Baden, 1ª tappa EKZ CrossTour (Baden)
Cauberg Cyclocross, 2ª prova Coppa del mondo (Valkenburg)
3ª prova Giro d'Italia (Asolo)
5ª prova EKZ CrossTour (Meilen)
Campionati italiani (Monte Prat, con il G.S. Esercito)
- 2016-2017 (Luna Pro Team/Clif Pro Team, tre vittorie)

Süpercross Baden, 1ª tappa EKZ CrossTour (Baden)
4ª tappa EKZ CrossTour (Eschenbach)
Campionati italiani (Silvelle, con il G.S. Esercito)
- 2017-2018 (Clif Pro Team, sei vittorie)

Gran Premio Mamma e Papà Guerciotti (Milano)
Flückiger Cross (Madiswil)
Ciclocross di Brugherio (Brugherio)
Ciclocross del Ponte (Faè di Oderzo)
4ª tappa EKZ CrossTour (Eschenbach)
Campionati italiani (Roma, con il G.S. Esercito)
- 2018-2019 (Clif Pro Team/Creafin-TÜV Süd, due vittorie)

Cyclocross Geraardsbergen, 1ª tappa Brico Cross (Geraardsbergen)
Campionati italiani (Milano, con il G.S. Esercito)
- 2019-2020 (Creafin-Fristads, una vittoria)

Campionati italiani (Schio, con il G.S. Esercito)
- 2021-2022 (FAS Airport Services, tre vittorie)

Gran Premio Città di Jesolo (Jesolo)
Internazionale CX San Colombano (San Colombano Certenoli)
Ciclocross del Ponte (Faè di Oderzo)

### Strada
- 2007

Campionati italiani, Prova in linea Elite (Genova)

## Piazzamenti

### Competizioni mondiali

#### Mountain biking
- Campionati del mondo

Kaprun 2002 - Cross country Juniors: ritirata
Lugano 2003 - Cross country Juniors: 2ª
Les Gets 2004 - Staffetta: 5ª
Les Gets 2004 - Cross country Elite: 43ª
Livigno 2005 - Staffetta: 2ª
Livigno 2005 - Cross country Elite: 15ª
Rotorua 2006 - Staffetta: 2ª
Rotorua 2006 - Cross country Under-23: 6ª
Fort William 2007 - Staffetta: 7ª
Fort William 2007 - Cross country Under-23: 15ª
Val di Sole 2008 - Staffetta: 3ª
Val di Sole 2008 - Cross country Elite: 18ª
Canberra 2009 - Staffetta: vincitrice
Canberra 2009 - Cross country Elite: 9ª
Mont-Sainte-Anne 2010 - Staffetta: 5ª
Mont-Sainte-Anne 2010 - Cross country Elite: 10ª
Champéry 2011 - Staffetta: 3ª
Champéry 2011 - Cross country Elite: 3ª
Saalfelden 2012 - Staffetta: vincitrice
Saalfelden 2012 - Cross country Elite: 13ª
Saalfelden 2012 - Cross country eliminator: 6ª
Pietermaritzburg 2013 - Staffetta: vincitrice
Pietermaritzburg 2013 - Cross country Elite: 10ª
Pietermaritzburg 2013 - Cross country eliminator: 9ª
Hafjell 2014 - Cross country Elite: 11ª
Vallnord 2015 - Staffetta: 3ª
Vallnord 2015 - Cross country Elite: 23ª
Nové Město 2016 - Cross country Elite: 34ª
Cairns 2017 - Staffetta: 6ª
Cairns 2017 - Cross country Elite: 17ª
Lenzerheide 2018 - Staffetta: 4ª
Lenzerheide 2018 - Cross country Elite: 25ª
Mont-Sainte-Anne 2019 - Staffetta: 4ª
Mont-Sainte-Anne 2019 - Cross country Elite: 21ª
Leogang 2020 - Staffetta: 2ª
Leogang 2020 - Cross country Elite: 2ª
Val di Sole 2021 - Cross country Elite: 24ª
Val di Sole 2021 - Cross country short track: 12ª
- Coppa del mondo

2004 - Cross country: 60ª
2005 - Cross country: 30ª
2006 - Cross country: 20ª
2007 - Cross country: 36ª
2008 - Cross country: 31ª
2009 - Cross country: 11ª
2010 - Cross country: 3ª
2011 - Cross country: 5ª
2012 - Cross country: 27ª
2013 - Cross country: 2ª
2013 - Cross country eliminator: 6ª
2014 - Cross country: 11ª
2014 - Cross country eliminator: 9ª
2015 - Cross country: 11ª
2016 - Cross country: 19ª
2017 - Cross country: 32ª
2018 - Cross country: 25ª
2019 - Cross country: 15ª
2021 - Cross country: 16ª
- Giochi olimpici

Pechino 2008 - Cross country: 16ª
Londra 2012 - Cross country: 17ª
Rio de Janeiro 2016 - Cross country: 18ª
Tokyo 2020 - Cross country: 25ª

#### Ciclocross
- Campionati del mondo[9]

Hoogerheide 2009 - Elite: 9ª
Tábor 2010 - Elite: 5ª
Louisville 2013 - Elite: 6ª
Hoogerheide 2014 - Elite: 2ª
Tábor 2015 - Elite: 31ª
Heusden-Zolder 2016 - Elite: 7ª
Bieles 2017 - Elite: 6ª
Valkenburg 2018 - Elite: 7ª
Bogense 2019 - Elite: 16ª
Dübendorf 2020 - Elite: 7ª
Ostenda 2021 - Elite: 11ª
Fayetteville 2022 - Elite: 14ª
- Coppa del mondo[9]

2008-2009: 23ª
2009-2010: 13ª
2011-2012: 34ª
2012-2013: 14ª
2013-2014: 7ª
2014-2015: 13ª
2015-2016: 2ª
2016-2017: 5ª
2017-2018: 3ª
2018-2019: 9ª
2019-2020: 13ª
2020-2021: 16ª
2021-2022: 12ª

#### Strada
- Campionati del mondo

Varese 2008 - In linea Elite: ritirata

## Riconoscimenti
- Giro d'onore della Federazione Ciclistica Italiana nel 2012[10]